# Jewish Settlement Police

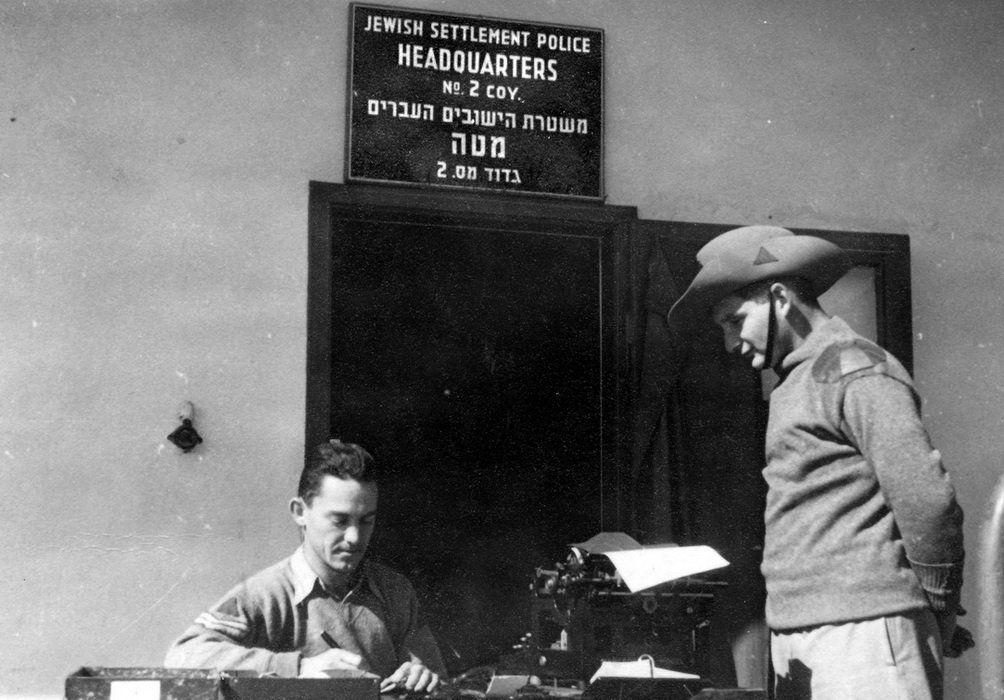
La police des communautés hébraïques "Hanoter".

La Jewish Settlement Police (ou « police villageoise juive », abrégé en JSP) était une des 2 divisions de la force de police juive, le Notrim, fondée par les Britanniques au cours de la Grande Révolte arabe de 1936-1939 en Palestine mandataire.

## Histoire
La Jewish Settlement Police est placée sous le commandement d'Yitzhak Sadeh. Ses membres, dénommés Nodedot, sont entraînés aux combats non conventionnels et spécialisés dans la mobilité et les attaques surprises. Selon le spécialiste de l'histoire militaire Sam Katz, « les Arabes en avaient fortement peur ».
À la fin des années 1940, elle compte environ 15 000 membres. En 1946, à la suite des entraînements suivis durant la Seconde Guerre mondiale, elle est devenue une armée de terrain forte de 16 000 hommes et femmes. Selon une déclaration faite par le Gouvernement de Palestine en juin 1947 et reprise par la Commission des Nations unies sur la Palestine, la force elle-même est composée de "1929 hommes" à cette époque. Début 1948, l'unité est forte de 2000 hommes.

## Conséquences pour les forces juives du Yishouv
La Haganah utilise la Police coloniale comme une unité d'entraînement pour ses hommes et y place autant que possible ses membres. On estime ainsi que 13 455 hommes y servent entre sa formation et la fin 1945. Les autorités britanniques fournissent des uniformes spéciaux à l'unité ainsi que des armes, des camions et quelques mitrailleuses, ce qui permet à la force de patrouiller les zones séparant les villages et les kibboutz juifs. La Police coloniale fournit également un entraînement paramilitaire aux unités de la Haganah et lui fournit une base légale pour la plupart de ses activités,,.
Un membre célèbre de la Police coloniale fut Ariel Sharon qui la rejoint en 1945 et y devint instructeur,. Yigal Allon, commandant en chef du Palmach pendant la Guerre de Palestine de 1948 y sert également. Tous les deux deviendront Premier ministre d'Israël.

### Documentation
- Bar-On, Mordechai (2004). A Never-Ending Conflict: A Guide to Israeli Military History. Praeger/Greenwood.  (ISBN 0275981584)
- Black, Ian (1992). Israel's Secret Wars: A History of Israel's Intelligence Services. Grove Press.  (ISBN 0-8021-3286-3)
- Federal Research Division (2004). Israel: A Country Study. Kessinger Publishing.  (ISBN 141912689X)
- Gal, Reuven (1986). Portrait of the Israeli Soldier. Praeger/Greenwood.  (ISBN 0313243158)
- Karsh, Efraim (2002). The Arab-Israeli Conflict: The Palestine War 1948. Osprey Publishing.  (ISBN 1841763721)
- Katz, Sam (1988). Israeli Units Since 1948. Osprey Publishing.  (ISBN 0-85045-837-4)
- Kessler, David (1996). The Falashas: A Short History of the Ethiopian Jews. London: Routledge: 0714646466
- Khalaf, Issa (1991). Politics in Palestine: Arab Factionalism and Social Disintegration, 1939-1948. SUNY Press.  (ISBN 0791407071)
- Levenberg, Haim (1993). Military Preparations of the Arab Community in Palestine, 1945-1948. London: Routledge.  (ISBN 0714634395)
- Penkower, Monty Noam (1994). The Holocaust and Israel Reborn: From Catastrophe to Sovereignty. University of Illinois Press.  (ISBN 0252063783)
- Rapport de la Commission d'enquête anglo-américaine de 1946, consultable en ligne sur le site de la Jewish Virtual Library.
- Rosenzweig, Rafael N. (1989). The Economic Consequences of Zionism. Brill Academic Publishers.  (ISBN 9004091475)
- Tal, David (2004). War and Palestine, 1948: Strategy and Diplomacy. London: Routledge.  (ISBN 071465275X)
- Tucker, Spencer C. (2001). Who's Who in Twentieth Century Warfare. London: Routledge.  (ISBN 0415234972)
- Zweig, Ferdynand (1970). Israel: the Sword and the Harp. Fairleigh Dickinson University Press.  (ISBN 0838675344)